# Famílies multiproblemàtiques
Les famílies multiproblemàtiques són agrupacions familiars en què els seus membres tenen comportaments problemàtics estructurats, estables en el temps i prou greus per a necessitar una intervenció externa. Els pares no desenvolupen les activitats funcionals necessàries per un bon desenvolupament de la vida familiar i aquest fet provoca que es trobin en una situació de dependència envers els serveis socials. El context en què es troben les famílies, les seves característiques, els factors de risc, els possibles rols dels membres que en formen part, la valoració de la situació familiar i les actuacions que es poden realitzar en el nucli familiar per millorar la seva situació condicionen el tipus d'atenció que se'ls pot donar.
Anteriorment les famílies multiproblemàtiques (FMP) es denominaven ‘famílies desestructurades'. Aquest terme s'ha canviat i deixat d'utilitzar per la seva connotació negativa, ja que dona a entendre que són famílies sense estructura, quan la realitat és que cada família té la seva estructura, amb més o menys problemes, recursos i de diferent context social.
Tot i que en totes les famílies hi ha problemes, en les famílies multiproblemàtiques n'hi ha més d'un o d'una magnitud/repercussió d'un grau alt.

## Tendència
En aquestes famílies o unitats de convivència, hi ha una tendència a què hi hagi una combinació de múltiples problemes, pobresa i/o falta de recursos i problemes de salut mental generats per aquestes situacions. Tots aquests factors poden, fàcilment, portar a un alt nivell de risc d'exclusió social causada per les situacions estructurals cícliques.

## Factors
- Múltiples problemes i crisis cícliques.

- Desorganització.

- Abandonament de funcions parentals.

- Aïllament.

- Situacions econòmiques precàries o inexistents.

### Múltiples problemes i crisis cícliques
Aquestes famílies es veuen afectades per diferents problemàtiques que poden donar-se a la vegada, alternar-se o rellevar-se, tant individuals com familiars. Cal tenir en compte que generalment, un problema que es repeteix té un perquè. A més a més si no s'actua passa a ser més sever.
Tot això fa que representin una situació permanent d'adversitat. Els problemes més habituals són:
- Negligència: Es descuida l'atenció familiar. Normalment, la negligència és cap a la persona vulnerable.

- Alcoholisme/Abús de substàncies.

- Violència intrafamiliar: pot ser psicològica i/o física. Representa una tensió contínua.

- Abús sexual: normalment l'abús sol ser donat per una persona propera, a més hi ha un gran risc de normalitzar-lo fins l'adolescència. També cal tenir en compte la complicitat de qui ho sap i no diu res, cal estar atentes als senyals simptomàtics.

- Situacions de depressió/desànim: condiciona el motor de la motivació de la família. Cal saber mantenir distància i ajudar a sortir de l'espiral.

- Estrés.

- Les crisis cícliques poden donar pas a la cronificació, que és la permanència dels cicles repetitius.

### Desorganització
Hi ha una estructura caòtica, on els rols paternals i/o maternals no estan ben definits o estan abandonats creant així una manca d'hàbits i rutines. Aquesta situació esdevé en una comunicació disfuncional, provocant distanciament entre els membres de la família.
- Estructura Caòtica, pot ser que: no hi hagi una definició dels rols, s'abandonin els rols parentals (negligència), hi hagi una manca d'hàbits i rutines.

- Comunicació disfuncional. Pot ser que: no hi hagi espais comunicatius entre les membres de la família, hi hagi un distanciament entre aquestes o també que hi hagi canvis de diàleg o de raonaments imposats per la força. Si no intervenim o vulnerem aquestes situacions crea problemes.

### Abandonament de funcions parentals
El pare i/o a la mare estan absents. Qüestió que crea una manca d'afecte i no és dona lloc la transmissió dels primers valors. També és absent el sentiment de responsabilitat.
Per exemple, per feina una de les dues (o les dues figures) poden estar poc a casa. Aquesta manca es sol intentar cobrir amb coses materials.
- No desenvolupar valors ni cultura.

- Manca d'afecte: pot donar-se en els primers vincles afectius o també pot ser que en algun moment es trenqui.

- Alt nivell d'incompetència: molts cops deguda a una manca de recursos, ja que la persona no sap com fer-ho i se sent desbordada.

- Abandonament de la cura de la menor: abandonament de la responsabilitat.

### Aïllament
Els vincles són febles o inexistents. L'aïllament pot sorgir tant de la família propera i d'altres persones amb relació (amics), com de la xarxa de suport social / institucional. També suposa una manca de participació social i comporta un sentiment d'abandó que és més difícil de remeiar a mesura que avança el temps, té també una gran repercussió a nivell de salut mental.

### Situacions econòmiques precàries o inexistents
Les situacions econòmiques precàries o inexistents venen donades per una situació d'atur, d'unes condicions laborals precàries o ve de l'abandó per part de les institucions, així com de la falta de coneixement sobre les diferents prestacions a les que es poden accedir.
Les situacions econòmiques precàries o inexistents suposen, de nou, un sentiment d'abandó i frustració per part de qui les pateix. D'aquesta manera, també agreugen l'aïllament social, ja que impedeixen a la persona a accedir a espais lúdics o d'oci. Això últim afecta tant a la o les persones responsables de la família com a aquells i aquelles de qui es té cura.
A més a més, aquestes situacions poden, fàcilment, provocar o agreujar situacions de tensió a casa, així com ser el detonant d'un trastorn d'ansietat, estrès o altres trastorns de la salut mental.

## Els sis eixos transversals
1. CONVIVÈNCIA: Valorar situacions de conflicte familiar, condicions asocials i/o delictives.
2. MANCA D'ATENCIÓ: Als membres més vulnerables: menors, adults amb diversitat funcional o trastorns de la salut mental i gent gran.
3. DIFERÈNCIA DEL DIÀLEG: Discussions freqüents, conflicte de rols, condicions autoritàries.
4. HISTÒRIA PERSONAL I FAMILIAR: Violència, tensió continuada, maltractament físic, emocional i psicològic, abús sexual, immaduresa per assumir responsabilitats parentals, absència a la llar, malaltia crònica.
5. MANCA DE SUPORT: Tant familiar com social en moments crítics i de necessitat.
6. VINCLES AFECTIUS: Quants menys vincles es tinguin més vulnerable serà la persona.

## Estratègies per intervenir
- Ampliar els recursos/opcions de participació.
- Establir contractes de participació/col·laboració.
- Aprofitar la motivació pel canvi a partir de situacions de crisi.
- Desenvolupar/Establir metes realistes a curt termini.
- Evitar un enfocament per reacció, és a dir, no actuar únicament davant d'un problema.
- Oferir possibilitats d'altres serveis especialitzats.
- Involucrar totes les parts.
- Oferir suport emocional per tal de tenir recursos de gestió emocional (habilitats socials)
- Informar i/o derivar: per exemple informar sobre possibles ajudes econòmiques o derivar a serveis especialitzats.
- Formar i orientar en etapes formatives.
- Atendre motivacions i interessos.
- Orientar sobre espais i relacions de confiança (vincles).
- Fomentar el diàleg com a eina comunicativa clau.
- Revisar les rutines i hàbits per veure quines podem modificar i/o impulsar o eliminar.
- Sensibilitzar sobre el repartiment de tasques i responsabilitats.
- Motivar i orientar sobre l'orientació laboral.
- Oferir i proposar espais alternatius, com podria ser el del lleure.
- Establir estratègies de motivació: voler fer quelcom.